# Deutschstunde (2019)
Deutschstunde ist ein deutsches Filmdrama von Christian Schwochow aus dem Jahr 2019 und die Neuverfilmung des Romans Deutschstunde von Siegfried Lenz. Premiere war am 28. September 2019 auf dem Filmfest Hamburg. Der Film lief am 3. Oktober 2019 in Deutschland an.

## Handlung
In den 1950er Jahren sitzt Siggi Jepsen im Jugendarrest auf einer Elbinsel und soll in der Deutschstunde einen Aufsatz über „Die Freuden der Pflicht“ schreiben. Doch weil ihm das nicht gelingt, muss er die Aufgabe am nächsten Tag in einer Zelle nachholen.
Dort schreibt er seine Erinnerungen an seinen Vater Jens Jepsen auf, der als Dorfpolizist in Norddeutschland stets unerbittlich seine Pflicht erfüllt hatte. Während der Zeit des Nationalsozialismus hatte der Vater den Auftrag, seinem Jugendfreund, dem von den Nazis als „entarteter Künstler“ verfemten Max Ludwig Nansen, ein vom Regime verhängtes Malverbot mitzuteilen und die Einhaltung zu überwachen.
Nansen hält sich nicht an das Berufsverbot, malt weiter und vertraut dabei auf die Hilfe des Jungen, der sein Patensohn ist und eine enge Freundschaft mit ihm pflegt. Jepsen aber befiehlt seinem Sohn, den Maler auszuspionieren. Siggi ist zerrissen zwischen dem Wunsch, dem Vater zu gefallen, und der Ahnung, dass dem Maler großes Unrecht geschieht.
Die Frage, ob er sich anpassen oder gegen das offensichtliche Unrecht und damit auch gegen den eigenen Vater Widerstand leisten soll, wird für Siggi essenziell. Als sein Vater Nansens Bilder beschlagnahmt, versteckt Siggi sie in einem leerstehenden Haus. Auch vermittelt er seinem älteren Bruder Klaas, der aus der Wehrmacht desertiert ist, ein zeitweiliges Versteck bei Nansen. Als Klaas bei einem Fliegerangriff schwer verletzt wird, bringt man ihn in sein Elternhaus. Doch sein Vater liefert ihn den Behörden aus, obwohl seinem Sohn die Hinrichtung droht. Als Gerüchte aufkommen, die britische Armee sei nahe, versucht Jepsen die anwesenden Männer für den Volkssturm zu mobilisieren, was ihm aber wegen der Gegenrede Nansens nicht gelingt. Als die britische Armee eintrifft, wird Jepsen von den Briten verhaftet.
Nachdem Jepsen aus der Gefangenschaft zurückgekehrt ist, nimmt er den Polizeidienst wieder auf und will nicht einsehen, dass das Malverbot gegen Nansen aufgehoben ist. Er verbrennt alle Bilder des Künstlers, die er finden kann. Kurz nachdem er zufällig auch die versteckten Bilder in dem verlassenen Haus findet, brennt es ab – offenbar hat der Polizist den Brand gelegt. Siggi, nun selbst von krankhaftem Pflichtbewusstsein erfasst, entwendet Nansens Bilder, um sie vor seinem Vater zu retten. Siggis zuvor enge Beziehung zu Nansen wird dadurch getrübt und Siggi wird wegen des Kunstdiebstahls in das Jugendgefängnis eingewiesen. Dort beendet er nach langer Zeit seinen Aufsatz und wird entlassen.

## Vergleich zum Roman
Bei der Adaption des langen Romans für den Spielfilm wurden einige Ereignisse verdichtet und fallen direkt zusammen; etwa Dittes Beerdigung und das Kriegsende, die im Roman ein halbes Jahr trennt. Im Roman schließt sich Nansen dem Volkssturm zunächst noch ein paar Stunden an, ehe er diesen verlässt und es zu einer Konfrontation mit Jepsen kommt. Im Buch ist Siggis Vater nach dem Kriegsende nur für drei Monate inhaftiert, in der Verfilmung scheinen dagegen mehrere Jahre vergangen zu sein. Bei Lenz ist das Versteck von Siggi eine alte Mühle, im Film ein verlassenes Haus, dessen Bewohner offenbar im Zusammenhang mit dem Nationalsozialismus geflüchtet, verhaftet oder deportiert worden sind. Dass ein vermeintlich von Nansen gemaltes Bild tatsächlich von Siggi stammt und deshalb der Maler aus der Haft entlassen wird, kommt in dieser Form im Roman nicht vor.
Auch Figuren wurden geändert: Im Roman ist Gudrun Jepsen Anhängerin des Nationalsozialismus und bestärkt ihren Ehemann in seiner Haltung, im Film wird sie dagegen überwiegend als eine von ihrem Ehemann unterdrückte Frau geschildert, die insgeheim nicht alle seine Meinungen zu teilen scheint. Im Film bleibt das Schicksal von Klaas Jepsen ungewiss, während im Roman gezeigt wird, wie er den Krieg überlebt und Fotograf wird. Dass Nebenfiguren des Romans entweder stark verkürzt auftauchen oder gar nicht vorkommen, begründet Regisseur Schwochow damit, dass er sie habe verlieren müssen, „um wirklich bei dem Kern anzulangen.“

## Hintergrund
Siegfried Lenz’ 1968 erschienener Roman Deutschstunde, einer der erfolgreichsten Romane der deutschen Nachkriegsliteratur, wurde bereits 1971 unter demselben Titel in zwei Teilen für das Fernsehen verfilmt. Nachdem Regisseur Christian Schwochow den Roman in den 2000er-Jahren gelesen hatte, war er von der Nähe fasziniert, die er zu dieser Geschichte verspürt hatte. Statt aber, wie in so vielen Filmen über den Nationalsozialismus, Hakenkreuze und Aufmärsche zu inszenieren, wollte er einen abgelegenen Ort schildern, an dem der Krieg zwar eigentlich nicht stattfindet, und doch persönliche Beziehungen am „Gift des Faschismus zerbrechen“.
Die Drehbuchautorin Heide Schwochow, Mutter des Regisseurs, las die Deutschstunde auf Empfehlung ihres Sohnes. Sie wollte vor allem die archaische Kerngeschichte des Romans herausarbeiten: „Da wird ein Junge, ein Kind zerrieben zwischen zwei Männern, die unterschiedliche Prinzipien haben und das fand ich unglaublich interessant und unglaublich stark.“
Der Regisseur wollte eine Geschichte erzählen, „die auch als heutig verstanden werden“ könne. Daher sollten die Figuren nicht nur Opfer oder nur Täter sein; wenn auch diese klare Aufteilung bei Lenz für das Jahr 1968 noch nachvollziehbar sei, stimme das für die Schwochows so nicht mehr. Die Figur des Siggi legten sie mit dem Schmerz und den Traumata, die er in sich trage, wie einen „Vorläufer der späteren RAF“ an. So sei er eine „modernere Figur“ geworden.
Der Film wurde neben Orten in Norddeutschland auch in Dänemark gedreht, da in Deutschland für sämtliche Wattenmeere und die meisten Dünen keine Drehgenehmigung erteilt wurde.
Die von Lorenz Dangel komponierte Filmmusik, für die der Komponist 2020 eine Nominierung beim Deutschen Filmpreis erhielt, wurde vom Deutschen Filmorchester Babelsberg (DFOB) eingespielt.
Im frei empfangbaren Fernsehen lief der Film erstmals am 11. Oktober 2021 im ZDF.

## Rezeption
Die Deutsche Film- und Medienbewertung (FBW) verlieh dem Film das Prädikat besonders wertvoll. In der Jurybegründung heißt es, Schwochow sei „ein atmosphärisch dichtes und kraftvolles Werk gelungen, das den Widerspruch zwischen Pflichterfüllung und individueller Verantwortung klar herausarbeitet und sehr aktuell an heutige Zuschauer appelliert, Stellung zu beziehen.“

### Kritik
Oliver Armknecht beantwortet die Frage, ob es nötig sei, Lenz’ berühmten Roman fünfzig Jahre nach Erscheinen noch einmal zu verfilmen, klar mit ja. Denn anders als andere Historienwerke hole Schwochow „nicht mit der Keule“ aus. Durch die starke Auskopplung der im Krieg befindlichen Außenwelt entstehe eine traumartige, leicht surreale Atmosphäre. So werde der Film zwar möglicherweise schwerer zugänglich, gewinne aber „eine deutlich universellere Note“. Dieser Klassiker weise „im neuen Gewand“ über den Nationalsozialismus hinaus und gebe dem heutigen Publikum viel zum Nachdenken auf den Weg; bei dieser Fassung entstehe allerdings das unangenehme Gefühl, „die Geschichte könnte sich jederzeit wiederholen,“ und dass „wir vielleicht nicht so viel dazugelernt haben, wie wir gerne hätten.“
Hannah Pilarczyk kritisiert dagegen im Spiegel, der Film habe, wie so viele deutsche Filme, „weder über die Vergangenheit noch über die Gegenwart etwas zu sagen“. Er verkapsele sich „in einem Vakuum, das jede Anbindung an relevante zeithistorische Debatten unmöglich“ mache. Lenzens Parabel werde „auf falsch verstandene Pflichterfüllung so kontextlos heruntererzählt“, dass er so eher etwas über die Gegenwart des deutschen Films aussage, der von schwindender Bedeutung und rückläufigen Zuschauerzahlen getrieben sei.
Frank Schnelle stellt in epd Film die „unbedingte Werktreue“ dieser Verfilmung heraus. Schwochow reklamiere „das Recht für sich, einen klaren Trennungsstrich zwischen Fiktion und Realität zu ziehen, sich ganz auf den reduzierten, archaischen Konflikt konzentrieren zu dürfen“. Das bezieht sich auf die „Ambivalenzen und Widersprüche[…] des Originals“, vor allem hinsichtlich der Figur des Malers, die sich an dem umstrittenen Emil Nolde orientiert.

### Auszeichnungen
- 2019: Bayerischer Filmpreis – Beste Kamera (Frank Lamm)
- 2020: Zwei Nominierungen für den Deutschen Filmpreis:[13]

- Beste Kamera / Bildgestaltung (Frank Lamm)
- Beste Filmmusik (Lorenz Dangel)

## Verweise
- Deutschstunde bei filmportal.de
- Deutschstunde bei IMDb